# Younes Lachaab
Younes Lachaab (* 6. Januar 2005 in Maubeuge) ist ein französisch-algerischer Fußballspieler, der bei OSC Lille spielt.

## Karriere
Lachaab begann seine fußballerische Karriere in seinem Geburtsort bei der US Maubeuge. Anschließend spielte er jahrelang in der Juniorenakademie des OSC Lille. In der Saison 2021/22 spielte er besonders für die B-Junioren, für die er in 20 Einsätzen zehnmal traf, wurde aber auch schon bei den A-Junioren und in der fünftklassigen Reservemannschaft eingesetzt. In der Spielzeit 2022/23 setzte er sich in der U19-Mannschaft und im Zweitteam fest und traf auch für beide regelmäßig. 2023/24 schoss er in 24 Fünftligaspielen acht Tore und war somit absolut gesetzt bei der Zweitvertretung der Dogues. Nachdem er vor allem in der UEFA Youth League gegen Real Madrid bei einem 2:1-Sieg überzeugen konnte, wurde er am letzten Spieltag der Ligaphase in der Champions League gegen Feyenoord Rotterdam eingewechselt und kam somit zu seinem Profidebüt. Drei Tage später wurde er auch in der Ligue 1 bei einem 4:1-Sieg über die AS Saint-Étienne spät eingewechselt.